# Притцель, Георг Август
Георг Август Притцель (нем. Georg August Pritzel; 2 сентября 1815 — 14 июня 1874) — немецкий ботаник и библиотекарь.

## Имя
В различных источниках встречаются разные формы записи имени Прицеля:
- нем. George August Pritzel[5],
- нем. George Augustus Pritzel[4],
- нем. Georg August Pritzel[4].

## Биография
Георг Август Притцель родился в Силезии 2 сентября 1815 года.
После окончания учёбы в Бреслау Притцель, выросший в стеснённых условиях, в борьбе с тяжёлыми жизненными проблемами отправился в Берлин, где он надеялся найти соответствующую его способностям работу. Однако только в 1851 году, в возрасте 36 лет, ему удалось занять соответствующую должность в Королевской библиотеке. С 1855 года Притцель также занимал должность архивариуса Прусской академии наук.
Георг Август Притцель умер 14 июня 1874 года.

## Научная деятельность
Георг Август Притцель специализировался на семенных растениях.

## Избранные научные работы
- Thesaurus literaturae botanicae omnium gentium: inde a rerum botanicarum initiis ad nostra usque tempora, quindecim millia operum recensens, 1851[6].
- Iconum botanicarum index locupletissimus Die Abbildungen sichtbar bluhender Pflanzen und Farnkrauter: aus der botanischen und Gartenliteratur des XVIII. und XIX. Jahrhunderts in alphabetischer Folge zusammengestellt, 1855[7].
- Die deutschen Volksnamen der Pflanzen (zusammen mit Karl Friedrich Wilhelm Jessen), 1882 (Erstausgabe)[8].

## Почести
В честь Г. А. Притцеля названы роды растений:
- Pritzelago Kuntze (1891) = Hornungia Rchb. (семейство Капустные)
- Pritzelia F.Muell. (1875) = Philydrella Caruel (Филидровые)
- Pritzelia Klotzsch (1854) = Begonia L. (Бегониевые)
- Pritzelia Schauer (1843) = Scholtzia Schauer (Миртовые)
- Pritzelia Walp. (1843) = Trachymene Rudge (Аралиевые)